# Fantasy Filmfest 2021
Das 35. Fantasy Filmfest (2021) fand in der Zeit vom Sonntag, den 17. Oktober, bis Sonntag, den 24. Oktober 2021, im Kino in der Kulturbrauerei in Berlin und im Gloria in Stuttgart; vom 24. Oktober bis Sonntag, den 31. Oktober 2021, in der Harmonie in Frankfurt am Main und im Cinecitta in Nürnberg; sowie vom Sonntag, den 31. Oktober, bis Sonntag, den 7. November 2021, im Savoy Filmtheater in Hamburg, in der Residenz Astor Film Lounge in Köln und im Rio Filmpalast in München statt.
Aufgrund der COVID-19-Pandemie wurden die normalerweise im Januar stattfindenden White Nights und die für gewöhnlich im Frühjahr stattfindenden Nights zu den Fantasy Filmfest Nights XL im Juni 2021 zusammengelegt. Vom Donnerstag, den 17. Juni, bis Sonntag, den 20. Juni 2021, im Cinecitta in Nürnberg und im Cinema in München; sowie vom Donnerstag, den 24. Juni, bis Sonntag, den 27. Juni 2021, fanden die Nights XL in der Astor Film Lounge in Berlin, im Savoy Filmtheater in Hamburg und in der Residenz Astor Film Lounge in Köln wurden in jeder Festivalstadt insgesamt 17 Filme gezeigt.
Alle hier aufgeführte Filme wurden in allen Städten gezeigt.

## Liste der gezeigten Filme
| Fantasy Filmfest Nights XL             | Fantasy Filmfest Nights XL                | Fantasy Filmfest Nights XL      | Fantasy Filmfest Nights XL | Fantasy Filmfest Nights XL       |
| Originaltitel                          | Deutscher Titel                           | Land                            | Jahr                       | Regisseur                        |
| -------------------------------------- | ----------------------------------------- | ------------------------------- | -------------------------- | -------------------------------- |
| A Quiet Place: Part II                 | A Quiet Place 2                           | USA                             | 2020                       | John Krasinski                   |
| Bad Hair                               | --                                        | USA                             | 2020                       | Justin Simien                    |
| Caveat                                 | --                                        | Großbritannien                  | 2020                       | Damian McCarthy                  |
| Come True                              | Strange Dreams                            | Kanada                          | 2020                       | Anthony Scott Burns              |
| The Conjuring: The Devil Made Me Do It | Conjuring 3: Im Bann des Teufels          | USA                             | 2021                       | Michael Chaves                   |
| The Dry                                | The Dry – Lügen der Vergangenheit         | Australien                      | 2020                       | Robert Connolly                  |
| Flashback                              | --                                        | Kanada                          | 2020                       | Christopher MacBride             |
| Gaia                                   | Gaia - Grüne Hölle                        | Südafrika                       | 2021                       | Jaco Bouwer                      |
| Jakob´s Wife                           | --                                        | USA                             | 2021                       | Travis Stevens                   |
| Kandisha                               | --                                        | Frankreich                      | 2020                       | Alexandre Bustillo, Julien Maury |
| The Night                              | --                                        | 2020                            | USA, Iran                  | Kourosh Ahari                    |
| Jakob´s Wife                           | --                                        | USA                             | 2021                       | Travis Stevens                   |
| The Owners                             | --                                        | Großbritannien, USA, Frankreich | 2020                       | Julius Berg                      |
| The Paper Tigers                       | --                                        | USA                             | 2020                       | Quoc Bao Tran                    |
| 서복                                   | The Clone – Schlüssel zur Unsterblichkeit | Südkorea                        | 2020                       | Lee Yong-Joo                     |
| Son                                    | --                                        | Kanada                          | 2020                       | Ivan Kavanagh                    |
| Violation                              | --                                        | Kanada                          | 2020                       | Lee Yong-Joo                     |
| 소리도 없이                            | Voice of Silence                          | Südkorea                        | 2020                       | Ivan Kavanagh                    |

| Fantasy Filmfest                       | Fantasy Filmfest                       | Fantasy Filmfest        | Fantasy Filmfest | Fantasy Filmfest                    | Fantasy Filmfest   |
| Originaltitel                          | Deutscher Titel                        | Land                    | Jahr             | Regisseur                           | Sparte             |
| -------------------------------------- | -------------------------------------- | ----------------------- | ---------------- | ----------------------------------- | ------------------ |
| Paradis Sale                           | After Blue                             | Frankreich              | 2021             | Bertrand Mandico                    | Official Selection |
| 热带往事                               | Are You Lonesome Tonight?              | China                   | 2021             | Shipei Wen                          | Fresh Blood        |
| ドロステのはてで僕ら                   | Beyond the Infinite Two Minutes        | Japan                   | 2021             | Junta Yamaguchi                     | Fresh Blood        |
| Blood Conscious                        | --                                     | USA                     | 2021             | Timothy Covell                      | Official Selection |
| Oranges sanguines                      | Bloody Oranges                         | Frankreich              | 2021             | Jean-Christophe Meurisse            | Official Selection |
| The Boy behind the Door                | --                                     | USA                     | 2020             | David Charbonier, Justin Powell     | Official Selection |
| Boys from County Hell                  | --                                     | Irland, Großbritannien  | 2020             | Chris Baugh                         | Official Selection |
| Brain Freeze                           | --                                     | Kanada                  | 2021             | Julien Knafo                        | Official Selection |
| Broadcast Signal Intrusion             | --                                     | USA                     | 2021             | Jacob Gentry                        | Official Selection |
| Coming Home in the Dark                | --                                     | Neuseeland              | 2021             | James Ashcroft                      | Fresh Blood        |
| Crabs!                                 | --                                     | USA                     | 2021             | Pierce Berolzheimer                 | Official Selection |
| Dashcam                                | --                                     | USA                     | 2021             | Christian Nilsson                   | Official Selection |
| The Feast                              | --                                     | Großbritannien          | 2021             | Lee Haven Jones                     | Fresh Blood        |
| Aria                                   | --                                     | Großbritannien          | 2021             | Christopher Poole                   | Get Shorty         |
| May the World not carry you            | --                                     | Polen                   | 2019             | Rozalia Las                         | Get Shorty         |
| Mr. James is dead                      | --                                     | Kanada                  | 2020             | Josh Aries, Daniel Irving           | Get Shorty         |
| Night of the living dicks              | --                                     | Finnland                | 2021             | Ilja Rautsi                         | Get Shorty         |
| 气泡                                   | Bubble                                 | China                   | 2020             | Haonan Wang                         | Get Shorty         |
| Heart of Gold                          | --                                     | Frankreich              | 2020             | Ilja Rautsi                         | Get Shorty         |
| Koreatown Ghost Story                  | --                                     | USA                     | 2021             | Minsun Park, Teddy Tenenbaum        | Get Shorty         |
| Shiny new World                        | --                                     | Niederlande             | 2021             | Jan Van Gorkum                      | Get Shorty         |
| Survivors                              | --                                     | Spanien                 | 2020             | Carlos Gómez-Trigo                  | Get Shorty         |
| The Tenant                             | --                                     | Spanien                 | 2021             | Lucas Paulino, Ángel Torres         | Get Shorty         |
| Gunpowder Milkshake                    | --                                     | USA                     | 2021             | Navot Papushado                     | Eröffnungsfilm     |
| 발신제한                               | Hard Hit                               | Südkorea                | 2021             | Kim Changju                         | Official Selection |
| Hunter Hunter                          | --                                     | Kanada                  | 2020             | Shawn Linden                        | Official Selection |
| De uskyldige                           | The Innocents                          | Dänemark                | 2021             | Eskil Vogt                          | Centerpiece        |
| John and the Hole                      | Das Versteck                           | USA                     | 2021             | Pascual Sisto                       | Fresh Blood        |
| Knackningar                            | Knocking                               | Schweden                | 2021             | Frida Kempff                        | Fresh Blood        |
| Lamb                                   | --                                     | Island, Schweden, Polen | 2021             | Valdimar Jóhannsson                 | Fresh Blood        |
| Let the wrong One in                   | --                                     | Irland                  | 2021             | Conor McMahon                       | Official Selection |
| 미드나이트                             | Midnight                               | Irland                  | 2021             | Kwon Oh-Seung                       | Official Selection |
| Mosquito State                         | --                                     | USA, Polen              | 2020             | Filip Jan Rymsza                    | Official Selection |
| Best Friend Forever                    | Mother Smuckers                        | Belgien                 | 2021             | Harpo Guit, Lenny Guit              | Official Selection |
| Night Drive                            | --                                     | USA                     | 2019             | Brad Baruh, Meghan Leon             | Official Selection |
| OSS 117: Alerte rouge en Afrique noire | OSS 117 – Liebesgrüße aus Afrika       | Frankreich, Belgien     | 2021             | Nicolas Bedos                       | Special Screening  |
| Pig                                    | --                                     | Großbritannien          | 2021             | Michael Sarnoski                    | Fresh Blood        |
| 怒火                                   | Raging Fire                            | Hongkong, China         | 2021             | Benny Chan                          | Official Selection |
| 哭悲                                   | The Sadness                            | Taiwan                  | 2021             | Rob Jabbaz                          | Official Selection |
| See For Me                             | --                                     | Kanada                  | 2021             | Randall Okita                       | Official Selection |
| Silent Night                           | Silent Night – Und morgen sind wir tot | Großbritannien          | 2021             | Camille Griffin                     | Official Selection |
| Sound of Violence                      | --                                     | USA                     | 2021             | Alex Noyer                          | Official Selection |
| The Spine of Night                     | --                                     | USA                     | 2021             | Philip Gelatt, Morgan Galen King    | Official Selection |
| 유체이탈자                             | Spiritwalker                           | Südkorea                | 2021             | Yoon Jae-Keun                       | Official Selection |
| Zhanym, ty ne poverish                 | Sweetie, you won't believe it          | Kasachstan              | 2020             | Yernar Nurgaliyev                   | Official Selection |
| Ted K                                  | --                                     | USA                     | 2021             | Yernar Nurgaliyev                   | Fresh Blood        |
| Teddy                                  | --                                     | Frankreich              | 2020             | Ludovic Boukherma & Zoran Boukherma | Fresh Blood        |

Der Film Beyond the Infinite Two Minutes wurde mit dem Fresh Blood Award ausgezeichnet.